# Piggate
Piggate je aféra dehonestující Davida Camerona, bývalého britského premiéra. Aféru v roce 2015 spustila biografická kniha lorda Ashcrofta Call Me Dave, ve které mimo jiné popsal Cameronovo nepřístojné chování (užívání drog a orgie) během jeho studentských let. Média spekulovala, že se kniha stala pomstou autora za nesplnění daných slibů politika, ale samotný obsah knihy nezpochybnila. Opozice využila této situace k rozdávání symbolu aféry, miniaturních prasečích hlav.